# Semmelweis EuroCity
A Semmelweis EuroCity a budapesti Keleti pályaudvar és Wien Hauptbahnhof között közlekedik irányonként napi 1 indulással. A vonatot a MÁV és az ÖBB üzemelteti (vonatszám: EC 141/148).

## Története
Semmelweis Ignác néven már korábban is közlekedett EuroCity vonat Budapest és Bécs között. 2007/2008-as menetrendváltáskor 46/47-es vonatszámmal került be a menetrendbe, majd a 2009/2010-es menetrendváltással szűnt meg (ekkor már 962/967-es számon), helyét a railjet vette át.
A Semmelweis EuroCity vonatot 2019. augusztus 26-án újraindították a megszűnő Avala EuroCity menetrendi idejében.
2020. március 25-étől a koronavírus-járvány miatt ideiglenesen szünetel. Helyette gyorsvonat járt Budapest és Hegyeshalom között 2021. május 31-ig.

## Vonatösszeállítás
A vonatot a Magyar Államvasutak, vagy az ÖBB kétáramnemű villamosmozdonyai vontatják Budapesttől Bécsig, így elkerülhető a magyar-osztrák határon a mozdonycsere.
A szerelvény 2015. szeptember 1-jétől étkezőkocsit is továbbított.

## Megállóhelyei
| Megállóhelyek               |
| --------------------------- |
| 1. Budapest-Keleti          |
| 2. Budapest-Kelenföld       |
| 3. Tatabánya                |
| 4. Győr                     |
| 5. Mosonmagyaróvár          |
| 6. Hegyeshalom              |
| 7. Wien Hauptbahnhof (Bécs) |

Vonatösszeállítás 2021. december 12-étől:
| Kocsiszám | Típus                                 |
| --------- | ------------------------------------- |
|           | MÁVRT 182 villanymozdony              |
| 415       | START Bbdpmz (másodosztályú többcélú) |
| 414       | START Bpmz (termes másodosztályú)     |
| 413       | START Bpmz (termes másodosztályú)     |
| 412       | START Bmz (másodosztályú fülkés)      |
| 410       | START Amz (első osztályú fülkés)      |

| Kocsiszám | Típus                                 |
| --------- | ------------------------------------- |
|           | MÁVRT 182 villanymozdony              |
| 410       | START Amz (első osztályú fülkés)      |
| 412       | START Bmz (másodosztályú fülkés)      |
| 413       | START Bpmz (termes másodosztályú)     |
| 414       | START Bpmz (termes másodosztályú)     |
| 415       | START Bbdpmz (másodosztályú többcélú) |